# Broken Arrow (canção)
"Broken Arrow" é uma canção da cantora inglesa Pixie Lott contida no relançamento de seu álbum de estreia, Turn It Up Louder (2010). Composta por Lott, Ruth Anne Cunningham e Toby Gad, com produção pelo último, é uma balada sobre a artista tentando esquecer um ex-namorado. Foi lançada como um single do disco em 7 de outubro de 2010 e atingiu a décima segunda posição na tabela musical do Reino Unido. Obteve críticas mistas e positivas por ser uma faixa inicialmente não muito impactante, mas cativante com o tempo e os vocais de Lott foram elogiados. Seu vídeo acompanhante, que faz jus à letra, foi dirigido por Gregg Masuak. "Broken Arrow" foi divulgada em apresentações como na primeira turnê da cantora, a Crazy Cats Tour.

## Composição
"Broken Arrow" é uma canção de balada sobre amor e perda, na qual Lott canta a respeito de esquecer um ex-namorado como exemplificado nos versos "Ele é o espinho na minha carne / Que não consigo tirar / Ele está tirando o meu folêgo / Quando você está por perto". De acordo com a partitura publicada pela Universal Music Publishing Group, a faixa de andamento mediano tem 86 batidas por minuto e é composta na chave de mi bemol maior com o alcance vocal da artista da nota mi bemol maior até a de sol maior.

## Recepção crítica
"Broken Arrow" recebeu em sua maioria críticas mistas e positivas. O portal musical Newsround descreveu-a como uma obra "que não cativa-te imediatamente", mas que vai conquistando aos poucos com o seu refrão crescente e elogiou a voz poderosa de Lott em sua "tempestuosa faixa de cortar o coração". Robert Copsey, do Digital Spy, deu à canção três estrelas de cinco e comentou que a letra "dirige-se a um caso amoroso previsivelmente piegas e o refrão quase não tem o impacto instantâneo dos melhores sucessos [da cantora]". Gerard McGarry, do Unreality Shout, relatou que a faixa é "muito radiofônica, mas que com batidas silenciadas, não é imediatamente cativante, contudo vão crescendo com o tempo". Priya Elan, do jornal The Guardian, observou que cada lançamento da cantora é diferente, mas possui uma sonoridade que poderia ser de qualquer outro artista. Na canção, ele notou que a intérprete soa como a estado-unidense Alicia Keys.

## Vídeo musical
O vídeo de "Broken Arrow" foi dirigido por Gregg Masuak com locação na parte nordeste de Londres e lançado em 16 de setembro de 2010. Seu roteiro mostra Lott em cenas no presente e no passado, nas quais ela se encontra entre escolher um novo relacionamento ou outro perdido, algumas sequências de dança e trocas de figurino. Alex Watson, irmão da atriz Emma Watson, que atua na série de filmes Harry Potter, interpreta um dos dois interesses amorosos da cantora. Na gravação, também há colocação de produtos através do carro Citroën DS3, que marca a estreia de um veículo com propaganda em um vídeo musical no Reino Unido.

## Apresentações ao vivo
Pixie Lott fez uma apresentação ao vivo de "Broken Arrow" pela primeira vez em 20 de julho de 2010 no iTunes Festival. Em 9 de outubro seguinte, cantou a faixa em estúdios da BBC Radio 1 e, no mesmo mês, continuou a sua divulgação no programa televisivo britânico Lorraine. Subsequentemente, em 13 de novembro, a cantora foi a atração da exibição de TV britânica One Night Stand, na qual interpretou "Broken Arrow" e outras canções de seu repertório em gravações com uma plateia e comentou sobre: "É incrível ter a oportunidade de cantar em grandes concertos para multidões enormes, comparado a quando eu estava apenas realizando eventos para outras pequenas, como nas festas de família e de amigos." "Broken Arrow" foi incluída no repertório da primeira turnê da artista, a Crazy Cats Tour, durante datas do último bimentre de 2010.

## Listas de faixas
"Broken Arrow" foi lançada como single a partir de um extended play (EP) digital internacionalmente em outubro de 2010 e em formato físico (CD) contendo a versão sua versão original e outra acústica.
| CD single |                                  |         |  |
| N.º       | Título                           | Duração |  |
| 1.        | "Broken Arrow"                   | 3:46    |  |
| 2.        | "Broken Arrow" (versão acústica) | 3:46    |  |

| Extended play (EP) digital |                                      |         |  |
| N.º                        | Título                               | Duração |  |
| 1.                         | "Broken Arrow"                       | 3:39    |  |
| 2.                         | "Broken Arrow" (Paul Harris Vocal)   | 6:37    |  |
| 3.                         | "Broken Arrow" (Paul Harris Dub)     | 6:24    |  |
| 4.                         | "Broken Arrow" (versão acústica)     | 3:48    |  |
| 5.                         | "Broken Arrow" (Shapeshifters Remix) | 6:07    |  |
| Duração total:             | Duração total:                       | 26:35   |  |

## Créditos de elaboração
Lista-se abaixo todos os profissionais envolvidos na elaboração de "Broken Arrow", de acordo com o encarte do álbum Turn It Up Louder:
| - Pixie Lott: vocais principais e de apoio - Toby Gad: produção, arranjos, instrumentação - Jay Reynolds: produção adicional, programação, mistura | - Mark Pusey: bateria - Oliver Weeks: teclados |

## Desempenho nas tabelas musicais
"Broken Arrow" fez a sua estreia nas tabelas musicais na Irlanda pela Irish Recorded Music Association, onde ficou na trigésima posição na semana de 14 de outubro de 2010 e na subsequente, na quadragésima segunda colocação, saindo da compilação logo após. No Reino Unido, atingiu o número doze pela UK Singles Chart em 12 de outubro de 2010 com 23.944 cópias vendidas e permanceceu na lista por mais quatro semanas até sair depois do sexagésimo nono posto. Obteve o seu melhor desempenho na Escócia em 23 de outubro seguinte pelo décimo lugar na classificação publicada pela empresa The Official Charts Company.
| Tabela (2010)                              | Melhor posição |
| ------------------------------------------ | -------------- |
| Escócia (The Official Charts Company)      | 10             |
| Irlanda (Irish Recorded Music Association) | 30             |
| Reino Unido (The Official Charts Company)  | 12             |